# 瑞穂市立穂積北中学校
瑞穂市立穂積北中学校（みずほしりつ ほづみきたちゅうがっこう）は、岐阜県瑞穂市にある公立中学校。

## 沿革
- 1984年（昭和59年）
  - 4月1日 - 穂積中学校から分離し、本巣郡穂積町に穂積町立穂積北中学校として開校。
  - 4月6日 - 開校式。
- 2003年（平成15年）5月1日 - 穂積町と巣南町が合併し、瑞穂市が発足。同時に瑞穂市立穂積北中学校に改称する。

## 通学区域[1]
- 馬場
- 馬場前畑町
- 馬場上光町
- 馬場春雨町
- 馬場小城町
- 馬場北町
- 生津
- 生津滝坪町
- 生津内宮町
- 生津外宮東町
- 生津外宮前町
- 生津天王町
- 生津天王東町
- 本田
- 只越（富士山、富士山道下、城屋敷道下城屋敷1340番1、城屋敷1340番3、城屋敷1340番5から1340番8、松原1004番1、松原1005番1を除く）
- 東美江寺

## 進学前小学校
- 本田小学校
- 生津小学校

## 交通アクセス
- 岐阜バス

大野穂積線「穂積北中学校前」バス停より徒歩3分。
- みずほバス

本田七崎線、馬場十七条線「穂積北中学校前」バス停より徒歩3分。